# Србија у Првом светском рату (1914)
Српска кампања 1914. године била је значајна војна операција током Првог светског рата. Означава и први велики сукоб између Централних сила, пре свега Аустроугарске, и савезничких сила, предвођених Краљевином Србијом. Кампања је почела 28. јула 1914. године, када је Аустроугарска објавила рат Србији и бомбардовала Београд. 12. августа, аустроугарске снаге, предвођене генералом Оскаром Поћореком, покренуле су своју прву офанзиву на Србију.
Аустроугарске снаге, познате као балканске снаге (енгл. Balkanstreitkräfte), које су се састојале од 5. и 6. армије, напале су Србију са запада и севера. Српска војска под командом војводе Радомира Путника, користећи своје познавање неравног терена и стратешку предност река, победила је 5. армију у бици на Церу, одбијајући све аустроугарске снаге из Србије, што је означило прву савезничку победу у Првом светском рату.
Након неуспеха прве инвазије, Аустроугарска се прегруписала и покренула другу инвазију у септембру 1914. године. У бици на Дрини, Срби су потиснули 5. армију назад у Босну, док су 25. септембра приморали остатке Балканштајткрафте да се повуку како би избегли опкољавање. Поћорек је у новембру покренуо трећу инвазију, овог пута дубоко у северну Србију, заузевши Београд, српску престоницу, 2. децембра 1914. године. Након успешне контраофанзиве у бици на Колубари, српска војска је успела да поново протера снаге Централних сила са своје територије пре краја децембра, чиме је кампања окончана.
Поћорек је смењен након што три инвазије нису постигле ниједан од циљева. Кампања је коштала Аустроугарску, са 28.000 мртвих и 122.000 рањених. Српски губици су такође били велики, са 22.000 мртвих, 91.000 рањених и 19.000 заробљених или несталих. Мање од годину дана касније, након што су ујединиле војске Немачке, Аустроугарске и Бугарске, Централне силе су се вратиле у масовну офанзиву према Краљевини Србији 1915. године.

## Позадина
28. јуна 1914. године, надвојвода Франц Фердинанд, претпостављени наследник аустроугарског престола, убијен је заједно са супругом Софијом током војне параде у Сарајеву, коју је формално анексирала Аустроугарска. Атентатор, Србин из Босне, студент Гаврило Принцип, био је јужнословенски националиста, члан Младе Босне, тајног друштва које је имало за циљ ослобађање Босне од аустријске власти и уједињење Јужних Словена. Групи је наводно помагала Црна рука, српско тајно друштво.
Аустроугарска влада, која је националистичке тежње Србије видела као претњу сопственом мултиетничком царству, искористила је атентат као савршен изговор да предузме акцију против Србије, наводно као казнену меру, али у стварности са циљем поновног успостављања власти на Балкану.
Дана 23. јула 1914. године, Аустроугарска је издала ултиматум Србији, представљајући листу строгих захтева. Дана 25. јула, Франц Конрад фон Хецендорф, начелник Генералштаба, издао је наређење за мобилизацију аустроугарских јединица потребних за Случај Б, ратни план формулисан против Србије и Црне Горе. Српски одговор на ултиматум, који је стигао 25. јула, био је помиритељски у неким аспектима, али није у потпуности испунио све захтеве Аустроугарске. Србија је прихватила већину услова, али је изразила резерве у вези са одређеним тачкама за које је сматрала да утичу на њен суверенитет и независност. Аустроугарска је одбила одговор Србије, сматрајући га недовољним. Како су дипломатски напори посустајали, Аустроугарска је објавила рат Србији 28. јула 1914. године, формално га започињући бомбардовањем Београда. Хабзбуршки план инвазије имао је за циљ постизање потпуног пораза Србије. Русија, савезник Србије, почела је да мобилише своје снаге као одговор на агресију Аустроугарске, што је довело до тога да Немачка објави рат Русији.

## Супротстављене снаге
Генерал Оскар Поћорек, командант Балканштајткрафте који је предводио инвазију на Србију, започео је са снагама од 460.000 војника распоређених у 19 дивизија. Насупрот томе, фелдмаршал Радомир Путник је командовао са 400.000 српских војника, међу којима је било 185.000 искусних ветерана који су учествовали у Балканским ратовима 1912–1913. године. Савезник Србије, Црна Гора, допринела је са додатних 40.000 људи.

## Операције

### Бомбардовање Београда
Током ноћи између 28. и 29. јула 1914. године, три аустроугарска речна монитора аустријске дунавске флотиле покушала су да обезбеде мостове преко реке Саве између Земуна и Београда. Након жестоког отпора српских нерегуларних снага, искрцавање је прекинуто, а монитори су преусмерени на железнички мост који повезује Србију са Хабзбуршким царством. Пре него што је баржа могла да стигне до њега, одред српских четника је дигао мост у ваздух.
Око 2 сата ујутру, два речна осматрача придружила су се СМС Темешу близу Београда, почевши да испаљују ватру граната и шрапнела на српску страну. Србима је недостајала тешка артиљерија да би ефикасно одговорили. Осматрачи су се затим приближили Београдској тврђави и пуцали на радио станицу и околину Топчидерског брда. У 5 сати ујутру, хабзбуршка артиљерија на Бежанији и Земуну такође је почела да гранатира град и Калемегдан користећи Крупове хаубице и Шкодине минобацаче калибра 305 mm. Гранатирање се наставило, узрокујући штету на разним зградама. Константно гранатирање српских пограничних градова наставило се са различитим степеном интензитета током наредних 36 дана. До октобра 1914. године, аустријско бомбардовање је погодило 60 владиних зграда и 640 цивилних кућа.

### Планина Цер
Упркос непотпуној концентрацији 5. и 6. армије, аустроугарске снаге су покренуле своју прву офанзиву на Србију 12. августа. 2. армија је требало да буде пребачена у Галицију да се суочи са Русима 18. августа, што је такође био 84. рођендан цара Франца Јозефа. Стога је врховна команда била одлучна да што пре нокаутира Србију.
5. армија је почела прелазак реке Дрине из северне Босне и била је прва која се укључила у акцију, уз подршку елемената 2. армије из Срема. Дана 15. августа, 6. армија, позиционирана у јужној Босни, напала је преко српско-црногорске границе са својим 16. корпусом. Овај потез је изненадио војводу Путника, који је очекивао напад са севера и у почетку веровао да је у питању обмана. Када је постало јасно да је то главни ударац, српска 2. армија под командом генерала Степе Степановића послата је да појача мању српску 3. армију под командом Павла Јуришића Штурма, присилним маршем током ноћи 15. и 16. августа. Уследио је жесток сукоб на планини Цер и четвородневна битка, која је кулминирала поразом аустроугарске 5. армије 20. августа. Аустроугари су били приморани да се повуку.
Дана 24. августа, ослобођење Шапца, највећег града у Мачви, означило је коначни неуспех прве аустроугарске инвазије на Србију. Овај српски успех је била прва савезничка победа у рату над Централним силама. На аустроугарској страни је погинуло 23.000 војника (од којих је 4.500 заробљено) и 600 официра, док је на српској погинуло 16.045 заједно са 259 официра.

### Дрина
Под притиском савезника, Србија је са својом Првом српском армијом спровела ограничену офанзиву преко реке Саве у тадашњу аустроугарску област Срем. Главни оперативни циљ био је одлагање транспорта Друге аустроугарске армије на руски фронт. Циљ се показао узалудним јер су снаге Друге армије већ биле у току. У међувремену, Прва тимочка дивизија српске Друге армије претрпела је тежак пораз у диверзионом преласку, претрпевши око 6.000 жртава, док је ратницима нанела само 2.000.
Са већином својих снага у Босни, Поћорек је одлучио да је најбољи начин да заустави српску офанзиву покретање још једне инвазије на Србију, како би приморао Србе да позову своје трупе да бране своју много мању домовину.

„Срби, искусни, ратом ојачани људи, инспирисани најжешћим патриотизмом, резултатом генерацијске муке и борбе, неустрашиво су чекали шта год им судбина донесе.“

Винстон Черчил, „Велики рат“.
Обновљени аустроугарски напад са запада, преко реке Дрине, почео је 7. септембра, овог пута са Петом армијом у Мачви, као и Шестом даље на југу. Иако је почетни напад Пете армије одбила српска Друга армија, са 4.000 аустроугарских жртава, јача Шеста армија успела је да изненади српску Трећу армију и учврсти се. Након што су неке јединице из српске Друге армије послате да подрже Трећу, аустроугарска Пета армија је успоставила мостобран обновљеним нападом. У то време, војвода Путник је повукао Прву армију из Срема (против јаког отпора), користећи је за извођење жестоког контранапада против Шесте армије који је у почетку прошао добро, али је на крају заглављен у крвавој четвородневној борби за врх планине Јагодња званој Мачков Камен, у којој су обе стране претрпеле страшне губитке у узастопним фронталним нападима и контранападима. Две српске дивизије изгубиле су око 11.000 људи, док су аустроугарски губици вероватно били упоредиви.
Војвода Путник је наредио повлачење у околна брда, а фронт се успорио у рововско ратовање које је трајало месец и по дана. Ово је било веома неповољно за Србе, који су имали мало индустријске базе и оскудевали у тешкој артиљерији, залихама муниције, производњи граната и обући, јер је већина пешадије носила традиционалне (иако државне) опанке, док су Аустроугари имали водоотпорне кожне чизме. Већину њиховог ратног материјала обезбедили су савезници, којима је такође недостајао такав материјал. У таквој ситуацији, српска артиљерија је брзо постала готово неутишана, док су Аустроугари стално повећавали ватру. Српски губици су у неким дивизијама достигли 100 војника дневно.
Током првих недеља рововског ратовања, српска ужичка војска (прва ојачана дивизија) и црногорска санџачка војска (отприлике једна дивизија) извеле су неуспелу офанзиву у Босни. Поред тога, обе стране су изводиле локалне нападе, од којих је већина била поражена. У једном таквом нападу, српска војска је први пут користила минско ратовање: комбинована дивизија је ископавала тунеле испод аустроугарских ровова (који су били удаљени само 20-30 метара од српских на овом сектору), поставила мине и активирала их непосредно пре пешадијског јуриша.

### Колубара
Након што је ослабила српску војску, аустроугарска војска је 5. новембра покренула још један масовни напад. Срби су се повлачили корак по корак, пружајући снажан отпор на реци Колубари, али безуспешно због недостатка артиљеријске муниције. Управо тада је генерал Живојин Мишић постављен за команданта поражене Прве армије, замењујући рањеног Петра Бојовића. Инсистирао је на дубоком повлачењу како би се трупе одмориле и скратио фронт. Маршал Путник је коначно попустио, али последица је била напуштање главног града Београда. Након што је претрпела велике губитке, аустроугарска војска је ушла у град 2. децембра. Ова акција је навела Поћорека да премести целу Пету армију у област Београда и да је употреби за слом десног крила Срба. Међутим, ово је оставило Шесту армију саму на неколико дана да се суочи са целом српском војском. У том тренутку, артиљеријска муниција је коначно стигла из Француске и Грчке. Поред тога, јединицама су послате неке замене, а маршал Путник је исправно осетио да су аустроугарске снаге преоптерећене и ослабљене у претходним офанзивама, па је наредио контранапад свих размера са целом српском војском 3. децембра против Шесте армије. Пета армија је убрзала свој бочни маневар, али је већ било прекасно – са сломљеном Шестом армијом, Друга и Трећа српска армија су надјачале Пету. Коначно, Поћорек је изгубио живце и наредио још једно повлачење преко река на територију Аустроугарске. Српска војска је повратила Београд 15. децембра.
Прва фаза рата против Србије завршена је без промене граница, али су жртве биле огромне у поређењу са ранијим ратовима, мада упоредиве са другим кампањама Првог светског рата. Српска војска је претрпела 170.000 погинулих, рањених, заробљених или несталих људи. Аустроугарски губици су се приближавали 215.000 погинулих, рањених или несталих људи. Аустроугарски генерал Поћорек је смењен са команде и замењен је надвојводом Еугеном од Аустрије (C. Falls p. 54). На српској страни, смртоносна епидемија тифуса је током зиме убила стотине хиљада српских цивила.
Након Колубарске битке, српски парламент је усвојио Нишку декларацију (7. децембра 1914.) о ратним циљевима Србије: „Уверена да је цео српски народ одлучан да истраје у светој борби за одбрану својих огњишта и своје слободе, влада Краљевине Србије сматра да је у овим судбоносним временима њен главни и једини задатак да обезбеди успешан завршетак овог великог ратовања које је, у тренутку када је почело, постало и борба за ослобођење и уједињење све наше неослобођене браће Срба, Хрвата и Словенаца. Велики успех који треба да крунише ово ратовање надокнадиће изузетно крваве жртве које ова генерација Срба подноси“. То је довело до објављивања намере Србије да анексира велике делове балканских покрајина Аустроугарске.

## Белешке
1. ↑  Укупан број аустроугарских трупа распоређених на Балкану до средине децембра 1914.[3]